# 意大利食虫植物协会杂志
《意大利食虫植物协会杂志》（AIPC Magazine）是意大利食虫植物协会的正式出版物，为意大利季刊。其内容一般包括园艺、实地考察报告和植物物种描述。1998年1月，马尔切洛·卡塔拉诺以《意大利食虫植物协会新闻》（AIPC News）的名字创办了该期刊。在创办之始，其会员仅有约30人。
《意大利食虫植物协会新闻》的样式在早年经过了改革。最早两册（1998年至1999年）的开本为A4，彩色封面，白黑内页。第3册至第6册（2000年至2003年）的开本为小A5，封面和插页为彩色，其余为黑白。自2004年的第7册开始，其变为A5全彩，并更名为《意大利食虫植物协会杂志》。2006年，其放弃了以年编号的方式，改用连续的期号，并以2006年3月第1期。2006年1月1日，该杂志成为意大利食虫植物协会的正式官方杂志。
该杂志曾发表过4个特别专题：
- 第7期（2007年9月），北领地茅膏菜，附英文CD。[5]
- 第14期（2009年6月），墨西哥捕虫堇。
- 第18期（2010年6月），委内瑞拉的特普伊与格兰萨瓦纳，附英文CD。[5]
- 第25期（2012年），涵盖上一年描述的食虫植物新类群。[6]

## 扩展阅读
- 官方网站（从2006年至今的过刊） （意大利文）
- 2005年的过刊 （意大利文）
- 2004年的过刊 （意大利文）
- 1998年至2003年的过刊 （意大利文）